# Миякодзима
Миякодзима (яп. 宮古島市 Миякодзима-си) — город в Японии, находящийся в округе Мияко префектуры Окинава. Площадь города составляет 204,59 км², население — 51 346 человек (1 августа 2014), плотность населения — 250,97 чел./км².

## Географическое положение
Город расположен на острове Мияко в префектуре Окинава региона Кюсю.

## Население
Население города составляет 51 346 человек (1 августа 2014), а плотность — 250,97 чел./км². Изменение численности населения с 1980 по 2005 годы:
| 1980 | 58 797 чел. |  |
| 1985 | 58 535 чел. |  |
| 1990 | 55 429 чел. |  |
| 1995 | 54 326 чел. |  |
| 2000 | 54 249 чел. |  |
| 2005 | 53 493 чел. |  |

## Символика
Деревом города считается Ficus microcarpa, цветком — бугенвиллея.